# Stefan Mitrović (futebolista)
Stefan Mitrović (em sérvio: Стефан Митровић; Kruševac, 15 de agosto de 2002) é um futebolista sérvio que atua como ponta. Atualmente, joga pelo Hellas Verona.

## Carreira

### Início
Nascido em Kruševac, no estado da República Federal da Jugoslávia na época (atual Sérvia), Mitrović mudou-se para a cidade de Hamilton no Canadá, quando tinha apenas seis meses de idade.
Atuou pelas categorias de base de cinco times de Ontario: Hamilton Serbians, Givova Academy, Hamilton United, Empire Niagara Academy eToronto FC.

### Hamilton City
Antes de ingressar no Hamilton City, fez testes para tentar entrar em times da Canadian Premier League, mas não foi aprovado em nenhum club. Em 2018, foi aprovado e entrou no Hamilton City da Canadian Soccer League (Liga semiprofissional Canadense) sobre o comando do técnico sérvio Saša Vuković.

### Radnički Niš
Sua estreia como jogador profissional deu-se em 23 de novembro de 2019 pelo Radnički Niš, entrando aos 88 minutos no lugar de Nikola Čumić na derrota por 2–0 para o Estrela Vermelha. Mitrović iniciou como titular pela primeira em 30 de maio de 2020, num empate de 1–1 com o Napredak Kruševac, e marcou seu primeiro gol pelo clube em 8 de junho na vitória por 4–3 sobre o Radnik Surdulica. Em 11 de março de 2022, foi anunciada a extensão de seu contrato por mais dois anos.

### Estrela Vermelha
Em 18 de julho de 2022, Mitrović foi anunciado como novo reforço do Red Star Belgrade pelo valor de 500,000 euros da cláusula contratual de seu acordo com o Radnički Niš. Suas boas atuações atuando como ala na temporada chamaram a atenção do Barcelona.

## Estilo de jogo
Apsear de ser destro, Mitrović atua pelo lado esquerdo como ponta e ala, podendo também atuar meia. Suas virtudes destacadas são seu um contra um contra, boa finalização, bom cruzamento e bom uso do pé esquerdo.

## Seleção Sérvia

### Sub-20 e Sub-21
Elegível para defender tanto o Canadá como a Sérvia, em junho de 2020 foi contatado pela Federação Canadense para representar o Sub-20 do país, enquanto aguadava os trâmites para adquirir seu passaporte sérvio.
Em agosto de 2021, Mitrović foi convocado ao Sub-20 numa partida amistosa contra a Itália. Em novembro de 2021, Mitrović aceitou uma convite ao Sub-21 em 16 de novembro para a partida contra a Ucrânia, tendo feito um gol na derrota derrota 2–1. Em dezembro de 2021, Mitrović chegou a aceitar um convite para treinar com a Seleção Canadense principal no início de 2022, porém os treinos foram cancelados por causa das precauções com a COVID-19.

### Principal
Mitrović foi convocado para a Seleção Principal da Sérvia e estreou em 24 de setembro de 2022, na vitória por 4–1 sobre a Suécia em jogo da Liga das Nações da UEFA.

## Títulos

### Estrela Vermelha
- Campeonato Sérvio: 2022–23
- Copa da Sérvia: 2022–23